# Anna Henderson
Pour les articles homonymes, voir Henderson.
Anna Louise Henderson, née le 14 novembre 1998 à Hemel Hempstead dans le comté de Hertfordshire, est une coureuse cycliste anglaise.

## Biographie
Le 19 octobre 2020, il est annoncé qu'elle rejoindra la nouvelle équipe Team Jumbo-Visma en 2021.

### 2021
À l'Healthy Ageing Tour, Anna Henderson est quatrième de la première étape au sprint. À Gand-Wevelgem, dans le final, Anna Henderson sort seule et se fait reprendre au bout de quelques kilomètres. À la Flèche wallonne, Anna Henderson fait partie d'un trio d'échappées lors du premier passage dans le mur de Huy. Elles sont toutefois reprises par le peloton lors de l'ascension de la côte d'Ereffe. À La course by Le Tour de France, à deux tours de l'arrivée, Ruth Winder passe à l'offensive. Un groupe de dix athlètes dont Anna Henderson se forme. L'avance du groupe atteint la minute à dix-neuf kilomètres de l'arrivée. La formation Jumbo-Visma mène ensuite la chasse. Le regroupement a lieu.
Au Baloise Ladies Tour, Anna Henderson est deuxième du prologue derrière Lisa Klein. Elle est cinquième le lendemain et quatrième de l'étape 2b. Jip van den Bos est de son côté cinquième de l'étape 2a et quatrième de la dernière étape. Henderson est finalement troisième du classement général. Elle gagne ensuite les deux étapes et donc le classement général de la Kreiz Breizh Elites Dames.
Au Grand Prix de Plouay, Anna Henderson et Riejanne Markus fait partie du groupe de cinq dont Anna van der Breggen à sortir à quatre-vingt kilomètres de l'arrivée. Il est rapidement repris. Dans les dix derniers kilomètres  Anna Henderson attaque avec Floortje Mackaij mais sans succès. Au Ceratizit Challenge by La Vuelta, Anna Henderson est deuxième du sprint de la première étape et sixième au total. Elle est ensuite troisième de la dernière étape. Anna Henderson remporte le championnat de Grande-Bretagne du contre-la-montre.

### 2022
Elle se classe septième du Circuit Het Nieuwsblad. À Gand-Wevelgem, elle fait partie du groupe qui s'échappe entre le Baneberg et le Monteberg. Il est repris à quarante-quatre kilomètres du but. Elle est active sur le Tour des Flandres et l'Amstel Gold Race. Au Festival Elsy Jacobs, Anna Henderson remporte le prologue devant Demi Vollering. En fin de saison, elle est septième du Simac Ladies Tour. 

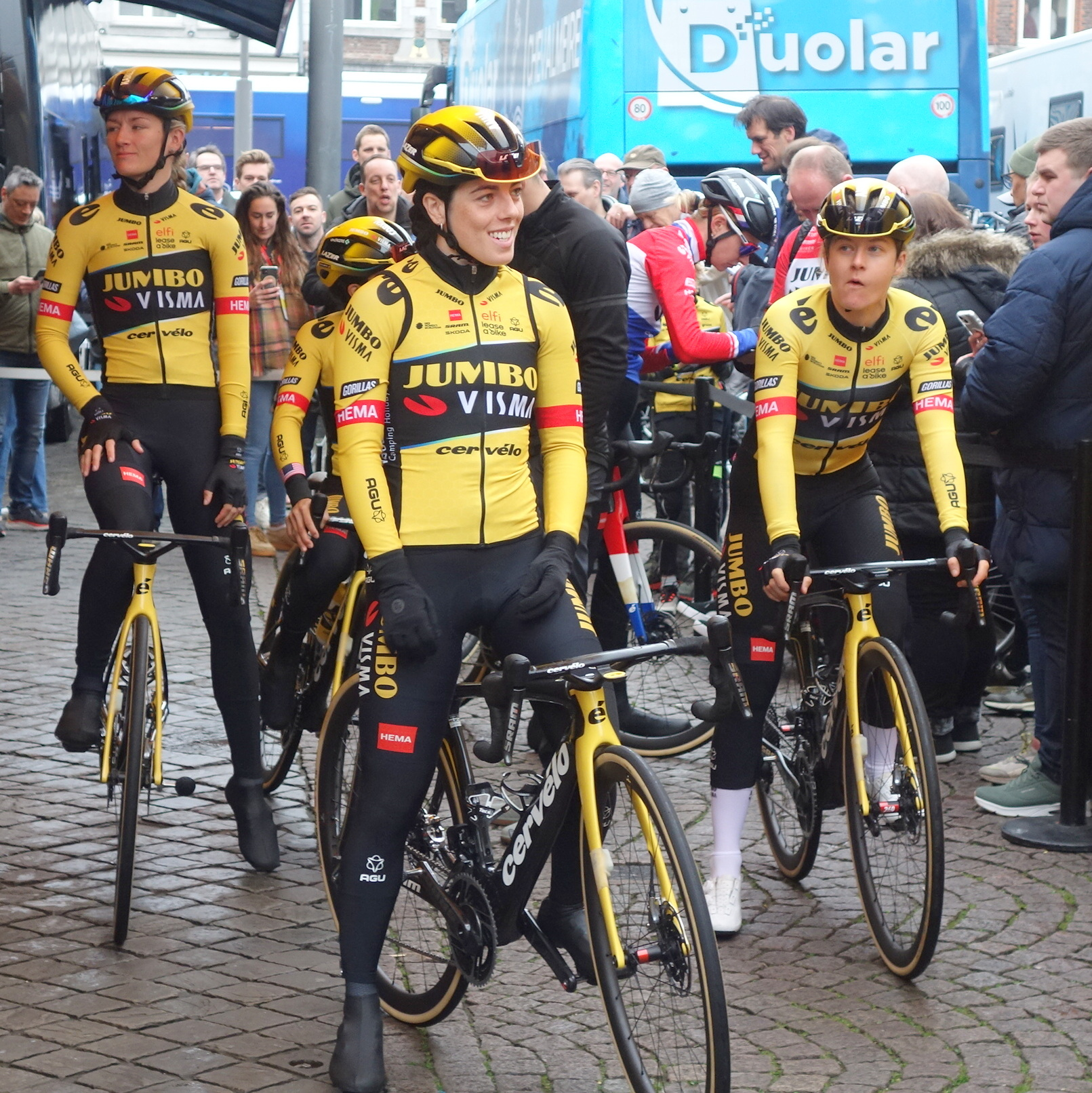
Équipe au départ de l'Amstel Gold Race avec Anna Henderson au premier plan

### 2023
À Gand-Wevelgem, dans le mont Kemmel, elle suit Lotte Kopecky et Katarzyna Niewiadoma, mais le trio est rapidement repris. Elle fait ensuite partie d'un groupe de poursuite dans le final, mais un nouveau regroupement a lieu. Au Tour des Flandres, Anna Henderson ne fait partie du groupe de tête, mais prend la neuvième place. À Liège-Bastogne-Liège, elle fait partie de l'échappée, mais la côte de la Redoute met fin à ses ambitions. Au Tour d'Espagne, la formation Jumbo-Visma remporte le contre-la-montre par équipes inaugural, Anna Henderson prend la tête du classement général.
Aux championnats du monde du contre-la-montre, Anna Henderson est quatrième. Au Simac Ladies Tour, Anna Henderson est sixième du prologue puis quatrième du contre-la-montre,. Elle est cinquième de la dernière étape et troisième du classement général. Au championnat d'Europe du contre-la-montre, Anna Henderson est deuxième devancée par Marlen Reusser. Elle se classe huitième de la course en ligne.

### 2024
Elle remporte la médaille d'argent du contre-la-montre aux Jeux olympiques d'été de 2024 à Paris. Elle devient également Championne de Grande Bretagne du contre-la-montre 2024.

## Palmarès

### Par années
- 2019
  -  Championne de Grande-Bretagne sur route espoirs
  -  Championne de Grande-Bretagne du contre-la-montre espoirs
  - 2e du championnat de Grande-Bretagne sur route
  - 2e de la Kreiz Breizh Elites Dames
  -  Médaillée de bronze du championnat du monde du contre-la-montre par équipes en relais mixte[23]
  - 10e du championnat d'Europe du contre-la-montre espoirs
- 2021
  -  Championne de Grande-Bretagne du contre-la-montre
  - Kreiz Breizh Elites Dames :
    - Classement général
    - 1re et 2e étapes

  - 3e du Baloise Ladies Tour
  - 10e du Grand Prix de Plouay
- 2022
  - Prologue du Festival Elsy Jacobs
  -  Médaillée d'argent du contre-la-montre aux Jeux du Commonwealth
  - 3e du championnat de Grande-Bretagne sur route
  - 7e du Simac Ladies Tour
- 2023
  - 1re étape de La Vuelta Femenina (contre-la-montre par équipes)
  -  Médaillée d'argent du championnat d'Europe du contre-la-montre
  - 3e du Baloise Ladies Tour
  - 3e du Simac Ladies Tour
  - 4e du championnat du monde du contre-la-montre
  - 8e du championnat d'Europe sur route
  - 9e de Gand-Wevelgem
  - 9e du Tour des Flandres
  - 10e du Tour de Drenthe
- 2024
  -  Championne de Grande-Bretagne du contre-la-montre
  -  Médaillée d'argent du contre-la-montre des Jeux olympiques
  - 2e du Tour de Grande-Bretagne
  - 7e du championnat du monde du contre-la-montre
- 2025
  - 1re étape du Tour d'Espagne (contre-la-montre par équipes)
  - 2e étape du Tour d'Italie
  - 2e du championnat de Grande-Bretagne du contre-la-montre
  - 3e du championnat de Grande-Bretagne sur route
  - 8e de l'Amstel Gold Race
  - 8e du Tour de Grande-Bretagne

### Résultats sur les grands tours

#### Tour d'Italie
1 participation :
- 2025 : 59e, vainqueure de la 2e étape

#### Tour de France
3 participations :
- 2022 : non-partante (8e étape)
- 2023 : 68e
- 2024 : abandon (7e étape)

#### Tour d'Espagne
3 participations :
- 2023 : 27e et vainqueure de la 1re étape (contre-la-montre par équipes) ,  maillot rouge pendant 1 jour
- 2024 : non-partante (3e étape)
- 2025 : 37e, vainqueure de la 1re étape (contre-la-montre par équipes)

### Classements mondiaux
| Année                                 | 2018 | 2019 | 2020 | 2021 | 2022 | 2023 | 2024 |
| ------------------------------------- | ---- | ---- | ---- | ---- | ---- | ---- | ---- |
| Classement UCI                        | 715e | 108e | 315e | 44e  | 86e  | 25e  | 37e  |
| UCI World Tour                        | nc   | 205e | 89e  | 59e  | 68e  | 32e  | 37e  |
|                                       |      |      |      |      |      |      |      |
| Légende : nc = non classéSource : UCI |      |      |      |      |      |      |      |